# Marko Baša

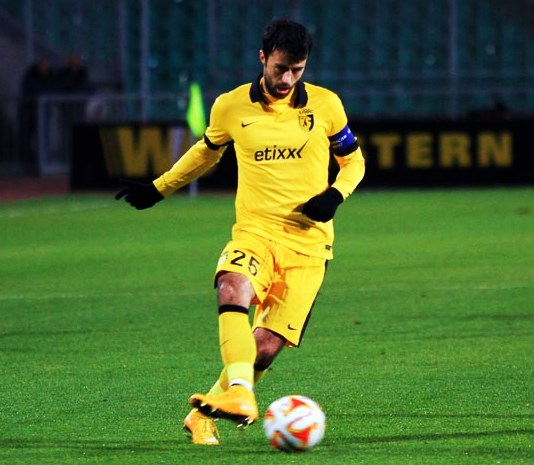
Marko Baša (2014)

Marko Baša (srbskou cyrilicí Марко Баша; * 29. prosince 1982, Trstenik, SFR Jugoslávie) je černohorský fotbalový obránce a reprezentant aktuálně hrající za francouzský klub Lille OSC.
Za rok 2014 vyhrál v Černé Hoře ocenění Fotbalista roku.

## Klubová kariéra
- Prva Petoletka Trstenik 1998–2000
- OFK Bělehrad 2000–2005
- →  FK Proleter Zrenjanin (hostování) 2001
- Le Mans Union Club 72 2005–2008
- FK Lokomotiv Moskva 2008–2011
- Lille OSC 2011–

## Reprezentační kariéra

### Srbsko a Černá Hora
V reprezentaci Srbska a Černé Hory debutoval 8. 6. 2005 v kanadském Torontu proti národnímu týmu Itálie (remíza 1:1). Celkem odehrál v roce 2005 za reprezentaci Srbska a Černé Hory 3 přátelské zápasy.

### Černá Hora
V roce 2009 debutoval v dresu černohorské reprezentace, konkrétně 28. 3. 2009 v Podgorici v kvalifikačním utkání proti Itálii (prohra 0:2).